# Horst Eickmeyer

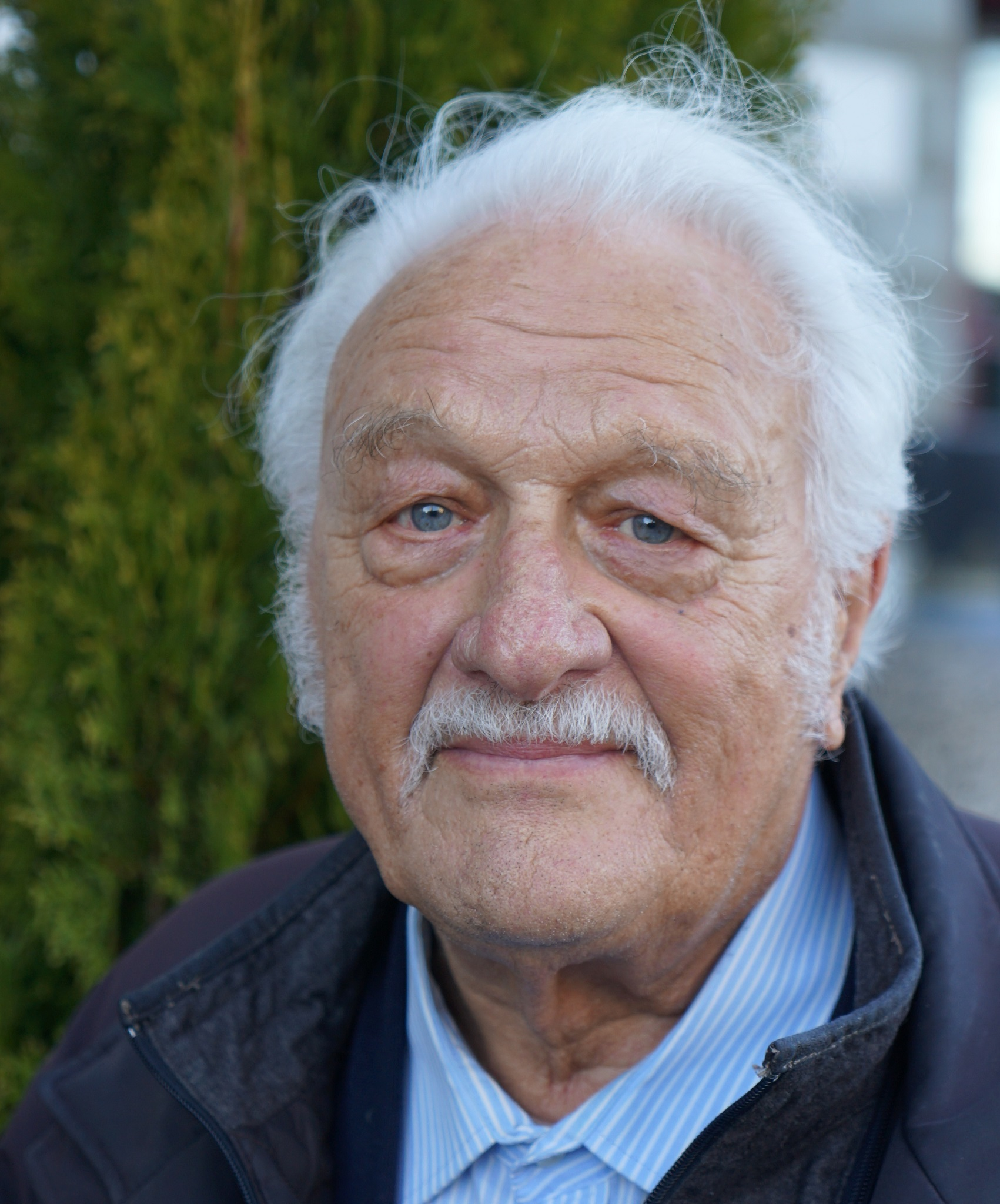
Horst Eickmeyer, 2024

Horst Eickmeyer (* 9. Februar 1935 in Herford) ist ein deutscher Verwaltungsjurist und Politiker (FWG). Er war langjähriger Oberbürgermeister der Stadt Konstanz am Bodensee.

## Leben
Horst Eickmeyer studierte von 1955 bis 1959 Rechts- und Staatswissenschaften an der Rheinischen Friedrich-Wilhelms-Universität Bonn, der Albert-Ludwigs-Universität Freiburg und der Ludwig-Maximilians-Universität München. 1961 wurde er in Bonn mit der Arbeit "Die strafrechtliche Behandlung der Heranwachsenden nach § 105 des Jugendgerichtsgesetzes" zum Dr. iur. promoviert. Er absolvierte 1959 sein Erstes und 1963 sein Zweites juristisches Staatsexamen in Hamm und Düsseldorf. Von 1964 bis 1968 war er Stadtrechtsrat bei der Stadt Konstanz sowie Leiter des städtischen Rechtsamtes und Kulturreferent.

### Bürgermeister von Meersburg
1969 wurde Eickmeyer zum Bürgermeister von Meersburg gewählt. 1976 erfolgte seine Wiederwahl in Meersburg. Dort blieb er im Amt bis zu seinem Wechsel nach Konstanz 1980. In seiner Amtszeit wurde die gesamte Altstadt kanalisiert und an die neugeschaffene zentrale Kläranlage im Seefelder Ried angeschlossen. Im aufgefüllten Gelände am Meersburger Seeufer wurde unter anderem das erste beheizte Freibad am Bodensee realisiert, außerdem entstand ein städtischer Seglerhafen am "Waschplätzle" und eine neue Zufahrtsstraße durch das Töbele von der Unterstadt zur Bundesstraße in der Oberstadt, die sogenannte Töbelestraße. Horst Eickmeyer ist der Initiator für das Bodensee-Weinfest und die alljährlich stattfindende Wahl der Bodensee-Weinprinzessin.

### Oberbürgermeister von Konstanz
Am 8. Juli 1979 gewann er im zweiten Wahlgang die Wahl zum Oberbürgermeister in Konstanz mit knapper Mehrheit. Die Wahlbeteiligung betrug 66,8 Prozent. 120 Bürger erhoben Einspruch gegen die OB-Wahl, woraufhin das Regierungspräsidium Freiburg die Wahl annullierte. In der Wiederholungswahl vom 30. März 1980 wurde Eickmeyer erneut zum Oberbürgermeister von Konstanz gewählt. Am 23. Juli 1980 übernahm er das Amt zunächst als Amtsverweser, danach als rechtmäßiger Oberbürgermeister. Am 12. Juni 1988 wurde Eickmeyer erneut zum Oberbürgermeister von Konstanz gewählt.
In Eickmeyers Amtszeit wurde ein wesentlicher Beitrag zur Reinhaltung des Bodensees geleistet. Linksrheinisch wurde die Markstätte zur Fußgängerzone und die Laube von parkenden Fahrzeugen befreit. Rechtsrheinisch erreichte er, dass das Landratsamt, das Archäologische Landesmuseum Baden-Württemberg und das Polizeipräsidium in das Klosterkasernen-Areal einzog. Die Städtepartnerschaften mit Richmond upon Thames, Tábor und Lodi (Lombardei) entstanden in seiner Amtszeit. Der Seeuferweg von der alten Rheinbrücke nach Konstanz-Staad wurde von ihm initiiert und durchgesetzt, der Teil vor den Villengrundstücken mit früher privatem Ufer geht auf einen „Maispaziergang“ am 1. Mai 1975 zurück, der von dem damaligen SPD-Stadtrat Erwin Reisacher angeführt wurde.
Am 7. Juli 1996 wurde Horst Frank als Nachfolger von Eickmeyer gewählt; Frank war damit erster Oberbürgermeister der Grünen in Deutschland.

### Engagement
Eickmeyer war ab 1990 Lehrbeauftragter für Verwaltungs- und Politikwissenschaft an der Universität Konstanz.
Er war bis 2014 Mitglied des Kreistages des Landkreises Konstanz und der Verbandsversammlung des Regionalverbandes Hochrhein-Bodensee. Weitere Ämter waren: Präsident des Tourismusverbandes Bodensee-Oberschwaben (TBO) und Aufsichtsratsvorsitzender der Internationalen Bodensee-Tourismus GmbH (IBT) sowie Kuratoriumsvorsitzender der Bürgerstiftung "Pro Sozial".

## Ehrungen und Auszeichnungen
- Ehrenelefant der Elefanten AG, 1. Konstanzer Karnevalsgesellschaft (1981)[3]
- 1992 wurde Horst Eickmeyer, der sich seit den 1980er Jahren in der von ihm initiierten Städtepartnerschaft engagiert, mit der Ehrenbürgerwürde der tschechischen Stadt Tábor ausgezeichnet.[4]
- Ehrensenator der Universität Konstanz

## Schriften
- Horst Eickmeyer: Die strafrechtliche Behandlung der Heranwachsenden nach § 105 des Jugendgerichtsgesetzes, Bonn 1963
- Heinrich Mäding (Hrsg.), Horst Eickmeyer: Sparpolitik. Ökonomische Zwänge und politische Spielräume, Westdeutscher Verlag Opladen 1983, ISBN 3-531-11659-2
- Rudolf Leibinger und Horst Sund (Hrsg.): Zwischenbilanz. Festschrift für Lothar Späth anläßlich der Fertigstellung des Mischkreuzes der Universität Konstanz. Konstanz: Universitäts-Verlag Konstanz, 1988, XV, 498 S., ISBN 3-87940-337-6 (Mit Beiträgen von Eberhard Böning, Theopont Diez, Horst Eickmeyer, Helmut Engler, Kurt Georg Kiesinger, Johannes Jochims, Leonhard Neidhart, Götz Wienold, Burkhart Beyerle u. a.)
- Horst Eickmeyer, Stephan Bissinger: Kommunales Management, Kohlhammer 2002, ISBN 3-17-017231-X